# 曲戈卢单抗
曲戈卢单抗（INN：Trevogrumab；开发代号：REGN1033）是一种人单克隆抗体，设计用于治疗骨科废用和肌少症引起的肌肉萎缩。该药物由再生元制药公司开发。